# Чуртановский сельсовет
Чуртановский сельсове́т — упразднённая в 2008 году административно-территориальная единица и сельское поселение (тип муниципального образования) в составе Стерлитамакского района. Почтовый индекс – 453163. Код ОКАТО – 80249895000. Центром сельсовета являлось деревня Чуртан. Существовал с 1992 по 2008 год.

## История
Указ Президиума ВС РБ от 19.11.1992 № 6-2/478 "Об образовании Чуртановского сельсовета в Стерлитамакском районе" гласил:

Президиум Верховного Совета Республики Башкортостан постановляет:
1. Образовать в Стерлитамакском районе Чуртановский сельсовет с административным центром в деревне Чуртан.
2. Включить в состав Чуртановского сельсовета деревню Чуртан, село Услыбаш, деревню Любовка, исключив их из состава Услинского сельсовета.
3. Установить границу Чуртановского и Услинского сельсоветов согласно представленной схематической карте.
Решение Совета муниципального района Стерлитамакский район РБ от 07.10.2008 № 29/з-292 “Об объединении Услинского сельсовета и Чуртановского сельсовета Стерлитамакского района Республики Башкортостан“ гласило:

 "Внести следующие изменения в административно-территориальное устройство Республики Башкортостан:
40) по Стерлитамакскому району:

ж) объединить Услинский и Чуртановский сельсоветы с сохранением наименования „Услинский“ с административным центром в селе Верхние Услы.
Включить село Услыбаш, деревни Чуртан, Любовка Чуртановского сельсовета в состав Услинского сельсовета.
Утвердить границы Услинского сельсовета согласно представленной схематической карте.
Исключить из учётных данных Чуртановский сельсовет;

## Состав сельсовета
- д. Чуртан
- д. Любовка
- с. Услыбаш